# 신원역 (신원)
신원역(新院驛)은 조선민주주의인민공화국 황해남도 신원군 신원읍에 있는 황해청년선의 철도역이다. 